# Облога Філіппсбурга (1734)

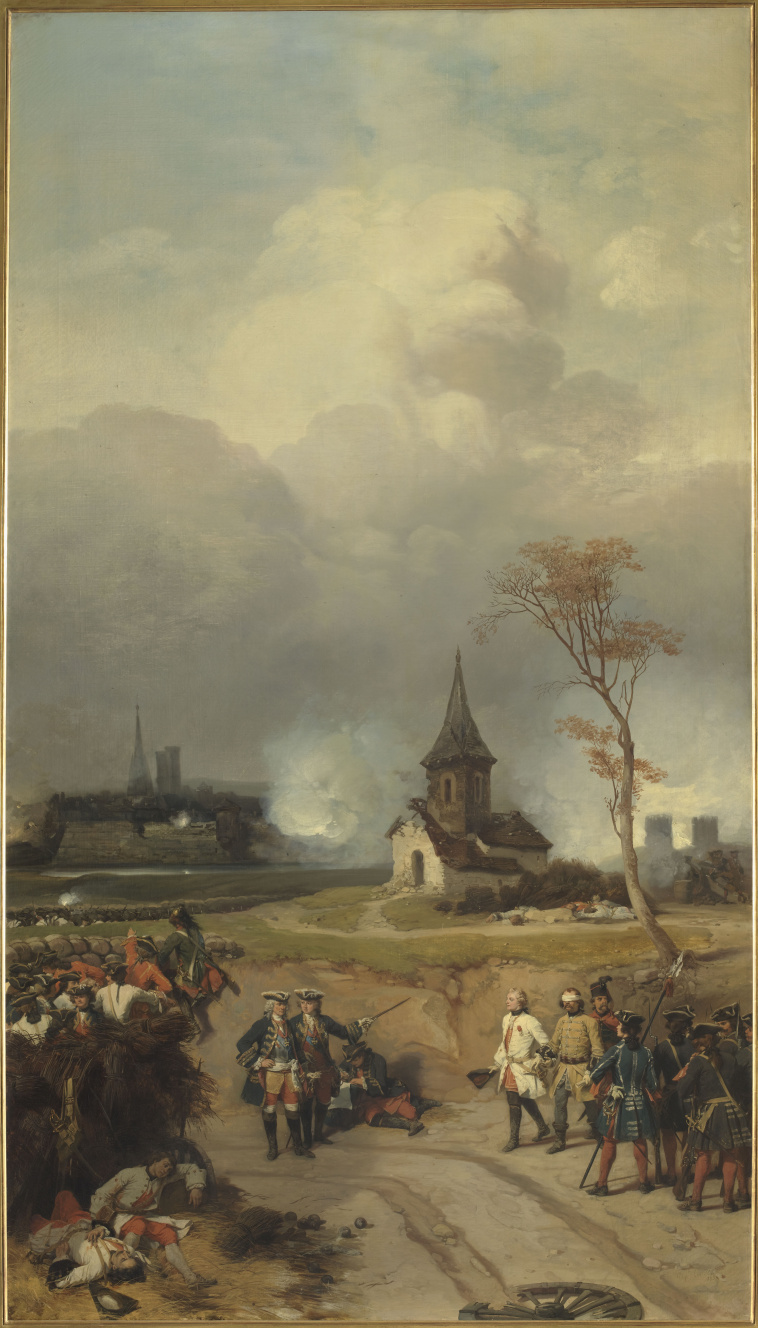
Капітуляція Філіппсбурга (картина Луї Шарля Огюста Кудера, 1838)

Облога Філіппсбурга (німецьк. Belagerung von Philippsburg) — одна з битв під час Війни за польську спадщину. Велася французькою армією проти військ Священної Римської імперії в долині річки Рейн і закінчилася капітуляцією фортеці. У складі французької армії воював Григор Орлик.

## Загальний опис
З початком війни восени 1733 року французька армія переправилася через Рейн і взяла в облогу Кель під Страсбургом . Хоча вона захопила фортецю, більшість армії у грудні було відведено на західний берег Рейну у зв'язку з настанням зими. Взимку австрійський фельдмаршал принц Євген Савойський почав збирати імперські війська у таборі неподалік Гайльбронна, щоб протистояти французам. Навесні 1734 року ці сили все ще були значно меншими, ніж французькі, які мали близько 70 000 осіб у польових умовах.
У грудні 1733 року Готфрід Ернст фон Вуттгенау був призначений комендантом фортеці Філіппсбург. Фортеця перебувала в занедбаному стані, рови були частково засипані або обвалилися у вразливих місцях. Інженер Герхард Корнеліус фон Вальраве керував ремонтом та покращенням східних укріплень фортеці, звідки в минулому проводились штурми. До весни 1734 р. ці приготування були в основному завершені, хоча в гарнізоні не вистачало боєприпасів, досвідчених артилеристів та інженерів. Захисники складалися із рот, виділених від різних імперських полків.
Наприкінці травня 1734 року французи почали оточувати фортецю Філіппсбург. Усього було перекинуто 46 батальйонів, з них 14 — на лівому березі Рейну, а решта — на правому березі. Одна половина військ на правому березі була зайнята облоговими роботами, інша — захистом табору облоги в разі спроб деблокади. 26 травня 12 000 французів почали рити зовнішню траншею для оточення фортеці. Облогові роботи під командуванням Бервіка тривали до 12 червня, коли його було вбито пострілом під час огляду облогових робіт. Командування армією, що облягає, перейшло до генерала Клода Франсуа Бідаль д'Асфельда.
19 червня Євген Савойський, виконуючи наказ імператора, почав рух своєї армії, 70 000 осіб, до Філіппсбурга з метою зняти облогу. 27 червня армія підійшла до Брухзалю. У відповідь д'Асфельд побудував додаткові мости понтону через Рейн і перекинув свою кавалерію через річку, а також перенаправив частину облогового корпусу проти військ Савойського. Він також включив кавалерію в кільце облоги, яка тим часом була захищена зовні земляними валами та ровами перед ними. 5 липня через зливи частина французьких траншів і мінних ходів була затоплена, але це також завдало додаткових незручностей австрійцям. Євген Савойський після кількох безуспішних атак на циркумвалаційну лінію не зміг діяти рішучіше та відвів свою армію.
До 17 липня французи довели облогові роботи до внутрішнього рову фортеці, а потім прорвали вали та дійшли до цитаделі. Так і не отримавши допомогу від Євгена Савойського, Вуттгенау рано-вранці 18 липня погодився на умови капітуляції.